# Ermita de la Virgen de la Plana
La Virgen de la Plana es una ermita románica del municipio de Conca de Dalt, en el Pallars Jussá. Hasta 1969 formaba parte del término municipal de Hortoneda de la Conca.
Es unos 450 metros al norte del pueblo de Pessonada.
Es una iglesia de una sola nave, cubierta con una bóveda de cañón muy alta y ábside semicircular a levante.